# 先进高超音速武器
先进高超音速武器（Advanced Hypersonic Weapon；AHW）是美国陆军空间与导弹防御司令部于2011年11月18日首次成功测试的一种高超音速滑翔载具（hypersonic glide vehicle；HGV）,属于美国正在研制的全球即时打击计划（the Prompt Global Strike program）的一部分。
该先进高超音速武器使用战略靶弹系统(STARS，美国海军的潜射二级北极星导弹加上一个第三级固体发动机，有效射程约为3000千米)助推，从美国夏威夷考艾岛的太平洋导弹靶场(Pacific Missile Range Facility)发射升空，AHW自战略靶弹系统分离后，再入大气层后经过拉起、变轨（如转弯）和高速滑翔，最终击中了距离发射场约3700千米、位于太平洋马绍尔群岛夸贾林环礁(Kwajalein Atoll)的美军里根弹道导弹防御试验靶场的目标。该武器的总飞行时间少于30分钟，平均飞行速度约为2千米/秒，属于5马赫级别的高超音速滑翔载具。
本次实验的先进高超音速武器由美国桑迪亚国家实验室（Sandia National Laboratories）主持研制，主要是为进一步研制高超音速弹头积累数据。
AHW拥有与普通弹道导弹弹头重返大气层后完全不一样的飞行轨迹，能在大气高空层进行高超音速相对平直的滑翔，从而可以避免其他国家的雷达将其误判为携带核弹头的弹道导弹。美国陆军宣布将于2014年8月进行AHW的第二次实验。
2014年8月25日，美国陆军先进高超音速武器（AHW）进行第二次试射，导弹升空后4秒因故障被迫引爆而失败。